# Асадуллин, Фарид Абдулович
Фари́д Абду́лович Асаду́ллин (род. 3 февраля 1955, Казань, СССР) — российский религиозный и общественный деятель, исламовед, арабист. Заместитель Председателя ДУМЕР (Московского муфтията). Кандидат филологических наук, старший научный сотрудник Института востоковедения РАН.

## Биография
Родился 3 февраля 1955 в Казани в семье служащих. По национальности является казанским татарином.
В 1972-1977 годах учился в Ленинградском государственном университете (ЛГУ) на восточном факультете, который окончил по специальности «Восточные языки и литература. Арабская филология».
В 1976 году работал в Йемене.
В 1978-1979 годах в Ливии.
В 1980 году поступил в аспирантуру Ленинградского государственного университета.
В 1983 году защитил диссертацию на соискание учёной степени кандидата филологических наук.
С 1984 года работает в Институте востоковедения РАН, где занимается современными вопросами стран Арабского Магриба.
Работал в Российском центре стратегических и международных исследований.
С 1989 года — преподаватель арабского языка и основ ислама в медресе при Московской соборной мечети.
В 1992—1993 годах был одним из авторов и ведущих исламского блока в религиозно-просветительской программе «Ныне» на Центральном телевидение.
В 1993 году проходил стажировку в Университете аль-Азхар на курсах усовершенствования религиозных кадров.
В 1994—1995 годах слушатель Дипломатической академии МИД РФ по специализации «международные отношения».
С 1995 года — заведующий Отделом науки и связей с государственными службами РФ., представитель ДУМЕР в Комиссии по вопросам религиозных объединений при Правительстве РФ, сопредседатель Информационно-аналитического центра Совета муфтиев России, заместитель Председателя ДУМЕР (Московского муфтията).
В 1999 году принимал участие в работе экспертов по вопросам обеспечения религиозной свободы государств — участников ОБСЕ в Вене.
28-31 августа 2000 года в составе делегации Совета муфтиев России принимал участие в работе саммита религиозных и духовных лидеров в ООН.
В 2004 году выпустил монографию «Москва мусульманская: история и современность» за которую в 2009 году получил Премию имени С. Ф. Ольденбурга в области востоковедения. В 2009 году вышло арабское издание.
В 2009 году — член Общественной палаты РФ.
Член Совета по внешней политике при Комитете по международным делам Государственной Думы РФ.
Принимал участие в работе экспертной комиссии по подготовке федерального закона «О свободе совести и религиозных объединениях».
Участник международных конференций и симпозиумов по религиозной и межконфессиональной проблематике в Хельсинки (1997), Тегеране (1999), Аммане (1999), Вашингтоне (2000), Париже (2000), Берлине (2001).
Преподаватель кафедры теории права и сравнительного правоведения НИУ ВШЭ.
Является постоянным участником Международных Лихачёвских научных чтений и Международного общественного форума «Диалог цивилизаций».
Действительный член Международной академии духовного единства народов мира.
Член редакционного совета журнала «Восточный Свет».
Автор около 100 научных публикаций по вопросам развития арабской культуры, истории ислама, мусульманского вероучения и межрелигиозным отношениям.
Женат, имеет двоих сыновей.

## Отзывы
Религиовед и исследователь ислама Р. А. Силантьев отмечает:
Фарид Асадуллин является наиболее образованным и адекватным сподвижником муфтия Равиля Гайнутдина. Успехи Совета муфтиев являются во многом его заслугой.

## Награды
- Лауреат конкурса научных проектов «Российские общественные науки: новая перспектива» в области политологии (1994)[2].
- Медаль ордена «За заслуги перед Отечеством» II степени (23 сентября 2005 года) — за заслуги в области образования, воспитания и науки и многолетний добросовестный труд[10]
- Заслуженный деятель культуры Республики Татарстан (2005)[2]
- Премия имени С. Ф. Ольденбурга в области востоковедения (2009) за монографию «Москва мусульманская»[2].

## Научные труды
- Асадуллин Ф. А. Очерк истории ливийской литературы, XIX—XX вв. / РАН Ин-т востоковедения, Рос. центр стратег. и междунар. исслед. — М.: Наука, Издательская фирма «Восточная литература» РАН, 1993. —203 с.
- История Ливии в новое и новейшее время. — М.: Наука, 1993 (в соавторстве, 12 п.л.).
- Литература Туниса (История национальных литератур Магриба). — М.: Наука Издательская фирма «Восточная литература», 1993 (в соавторстве)
- Асадуллин Ф. А. Москва мусульманская. — М.: МПГУ, 2004. — 288 с.
- Главная мечеть России. — М., 2005 (1 п.л.)
- Москва мусульманская — Эр-Рияд, Центр исламских исследований имени короля Фейсала, 2006 (на арабском языке, 16 п.л.).
- Ислам в Москве — М.: Логос, 2007 (8 п.л.).
- Многонациональный мир Москвы: от города к мегаполису — М., МОФ «Диалог цивилизаций», 2015 (10 п.л.)
- Мир ислама в общественно-культурном пространстве Москвы: опыт прошлого и современность — М.: ИВ РАН, 2015 (14 п.л.)
- Мусульманские духовные организации и объединения Российской Федерации. М., 1999 (4 п.л.).
- От Кучки до Гайнутдина: мусульманский мир Москвы // Кучково поле, М. 2022, с. 288 (18 п.л.)
- Восток в историческом наследии Москвы (XII- нач. XX в.). Памятники культуры, искусства и литературы // М.: Кучково поле, 2023. 192 с.(24 п.л.)

- Асадуллин Ф. А. «Татарская Московия»: культурно-политический аспект
- Ливийская Джамахирия: о некоторых аспектах социально-культурной жизни страны в 80-е годы // Народы Азии и Африки. 1989.№ 3.
- В наше время джихад невозможен // «Российская газета». 18.01.1996. с.1
- Муфтият призвал верующих к миру. Не нужно спекулировать исламскими лозунгами // "Независимая газета. 21.02.1996. с.4-5.
- Мусульмане вне поля зрения. в России рано говорить о религиозном плюрализме // «Независимая газета». 20.03.1996. с. 7
- Раздел «Ислам» // Энциклопедия для детей. Том 6. М.: «Аванта +», 1996 (в соавторстве). 1 п.л.
- Раздел «Ислам» // История религии. Том 2. М.: Инфра — М., 1997 (в соавторстве). 1 п.л.
- Мусульманская община столицы: прошлое, настоящее, будущее // Ислам Минбаре (Трибуна ислама). 1997, № 7-8 (в соавторстве) 1 п.л.
- Ислам и средневековая Москва: становление традиции веротерпимости // Материалы международной конференции «Мусульмане Москвы накануне XXI века». М., 1998. 0.3 п.л.
- Москва // Ислам на территории бывшей Российской империи. Энциклопедический словарь. Выпуск 1. М.: «Восточная литература», 1998. 0,4 п.л.
- Ислам и современное российское государство // «Известия» 18.02.2000 (в соавторстве). 0.3 п.л.
- Islam and interconfessional cooperation in Russia // Trialog and Zivilgesellschaft. Band 2. Berlin: Vftctnata Verlag/ 2001. Pp. 67-81. 0,75 п.л.
- Мусульманская община Москвы: взгляд в XXI век // Наши соотечественники — Ватандашлар. 2001, № 3-6. 2 п.л.
- Исламское измерение истории Москвы // Диалоги. 2003, № 2. 1 п.л.
- Ислам и Европа (к вопросу обретения цивилизационных корней) // Вестник Международного общественного форума «Диалог цивилизаций». М.,№ 2 2004 сс. 128—134
- Интеллектуальная культура ислама: между наукой и теологией // Вестник Международного общественного форума «Диалог цивилизаций». М., № 1 2005 сс. 236—246
- Москва — третий Рим // Восточный свет. 2005.№ 4. 1 п.л.
- Ислам и иудаизм: перспективы диалога и сотрудничества // Совместное издание Евроазиатского еврейского конгресса и Совета муфтиев России, М. 2007, с. 79
- Роль и место мусульманской общины в историческом развитии московского социума. Историография и методология проблемы. // Журнал «Восток» ("Oriens). 2010, № 3. 0,75 п.л.
- Мусульманский компонент в истории полиэтничной Москвы // Журнал «Вестник российской нации». 2012. № 4-5. 0.5 п.л.
- Москва как многонациональный мегаполис // Диалог культур в условиях глобализации. XII Международные Лихачевские научные чтения. СПб, 2012. 0,5 п.л.
- Почему Москва обязана своим величием ханам? (смыслы и ценности кросс-культурных связей тюркских и славянских народов России) // Диалог культур: ценности, смыслы, коммуникации. XIII Международные Лихачевские научные чтения. СПб, 2013. 0,5 п.л.
- Историческая роль Москвы в процессе формирования России как многонационального государства (к вопросу тюрко-славянских связей) // Российская государственность: исторические традиции и вызовы XXI века. Материалы Всероссийской научно-общественной конференции. 19 сентября 2012 г., Великий Новгород. М.: Научный эксперт, 2013,сс. 100—105.
- Историческая роль Москвы в процессе формирования России как многонационального государства (к вопросу тюрко-славянских связей) // Российская государственность: исторические традиции и вызовы XXI века. Материалы Всероссийской научно-общественной конференции. 19 сентября 2012 г., Великий Новгород. М.: Научный эксперт, 2013,сс. 100—105.
- Караван-сарай Москва: к вопросу о новых тенденциях развития современных мегаполисов // Диалог культур и партнерство цивилизаций. XIV Международные Лихачевские научные чтения. СПб, 2014. 0.5 п.л.
- Татарская Московия: культурно-политический аспект // Вестник РУДН, серия: Всеобщая история 2017 vol.9, № 2 сс. 169—183
- Мусульманская община Москвы в 1917—1930 гг. // Вестник российского университета дружбы народов. Серия: История России. 2017 том 16 № 1. 0,5 п.л.
- Urban islam как новый этнокультурный феномен современного европейского мегаполиса: от ретроспективы к перспективному видению проблемы // Islamology Том 8, № 1 2018. Сс. 43- 56.
- Русское летописное наследие в свете кросс-культурных связей тюркских и славянских народов России: от «идеологии молчания» к идеологии этноконфессионального согласия // Вестник Института Востоковедения РАН № 1 2019, Сс. 140—151.
- Формирование культуры диалога: опыт прошлого в преломлении к задачам межрелигиозного сотрудничества // Ислам и христианство: на пути к диалогу. К 40-летию принятия декларации Nostra aetate/ Серия «Диалог». — М.: Библейско-богословский институт св.апостола Андрея, 2006. Сс.31-35
- Концепция знания в исламе: о старых и новых возможностях компромисса между теологией и наукой // Философия и ценности мусульманской культуры. Сборник материалов по итогам конференции «Сагадеевские чтения» (2011) — М.: РУДН, 2012 сс. 20-31.
- Москва мусульманская // Аналитический еженедельник «Власть» № 38 (1143) 23.09.2015 VLAST. KOMMERSANT.RU сс. 14-18
- «Мать правоверных» и «Лев Аллаха» в контексте пророческого предания и ранней истории Халифата (к вопросу о причинах фрагментации исламского джамаата) // Ислам в современном мире. 2020; 2; 47-56
- Пророческие предания об исторических корнях внутриисламской разобщенности: сунниты, шииты, эмиры и везиры // Восток (Oriens). 2020, № 3, сс. 154—167
- Мусульманская община Москвы XVIII—XIX вв. в контексте либерализации религиозной политики // Вестник РУДН. Серия «Всеобщая история», 2017 том 9, № 1 сс. 67-78.
- Современный татарин-это человек сложной идентичности // Идель, 2018 № 2 (341) сс. 3-7
- «Прикладное исламоведение как эпистемологическая концепция (междисциплинарный метод в изучении хадисной литературы и аутентичной Сунны)» // VII Всероссийская научная конференция «История востоковедения: традиции и современность». Москва. 4-5 декабря 2019. 0,3 а.л.
- Ancient Moscow as a cusp town of monotheistic traditions // III Forum of CIS scholars. Istanbul. October 1-6, 2019
- Истоки суннитско-шиитского раскола в исламе: что говорят хадисы и Сунна Пророка (к вопросам теории и практики хадисоведения) // Освоение мира. Памятные страницы истории Арабского Востока. М.: ИВ РАН 2020,сс. 175—189.
- «Ах, мусульмане те же русские…» (Мусульманская община Москвы: страницы прошлого и настоящего) // Московский журнал. История государства российского. № 11 (359) / ноябрь 2020, сс. 20−28.
- Этюд об историческом диалоге двух столиц // Московское наследие № 1 май 2021, сс. 84-87.
- Аксиология «ар-рида» в контексте идеологического раскола в раннем халифате // Материалы научной конференции «Сагадеевские чтения — 2022». М. Садра 2022. сс. 54-62.
- Степан Кучка как основатель Москвы: к вопросу об актуализации проблемы кросс-культурных связей тюркских и славянских народов России // Туган жир. Родной край. Специальный выпуск 2022, II. Казань 2022, сс.171-178.